# عين البرج
عين البرج وتسمى سابقاً تيجسيس tigisis، اما العرب فيطلقون عليها اسم تيجس واطلق عليها المستعمر الفرنسي اسم دوار دريد تقع المدينة الأثرية تيجسيس أو عين البرج 40 كلم شمال غرب ولاية أم البواقي. يحدها شمالا بلدية عين عبيد ويحدها شرقا بلدية عين الديس وبلدية تاملوكة التابعة لولاية قالمة وغربا مدينة سيقوس الأثرية وجنوبا سهل البحايرة الطويلة. بنيت علي تلة مرتفعة وحصنت بأسوار لحمايتها من الهجمات.
مرت عليها العديد من الحضارات القديمة مثل الفينيقية والرومانية والنوميدية الإسلامية.ويعتقد بعض المؤرخين أن تاسيسها كان علي ايدي الفينيقيين مثل المؤرخ بروكوب brocop حيث ذكر أن الحضارة الفينيقية مرت على هذه المنطقة مستندا في قوله هذا على كتابات فينيقية وجدت بها والتي ذكرها المؤرخ البيزنطي بروكوبيوس
وقد اجريت في اواسط الخمسينيات من القرن الماضي في عهد الاحتلال الفرنسي حفريات علي يدي الباحثين-السيد لانسال والسيد باثيار- شملت الباب الرئيسي والجهة الخلفية من القلعة ولكن تهدمت كل الحفريات بسبب العوامل البشرية والطبيعية
وليس ببعيد عن القلعة يوجد قبر علي تلة صغيرة بالمنطقة المسمات الغولة وقد عثر مؤخرا أحد السكان علي قبر اخر في ممر جبلي المسمى فم الحليق.
و قد عثر على مجموعة اثار رائعة منها صنوج زجاجية مكتوب عليها الأمير معد وادوات فخارية ومعدنية وعملات برونزية ورصاصية تعود إلى الفترة الرومانية والبيزنطية والإسلامية ومن الفترة النوميدية عليها صورة ماسينيسا وأخرى تعود الي حكم الخليفة الفاطمي معد في الفترة الإسلامية.
تتميز المنطقة بتربة خصبة وسهول شاسعة تحيط بها الجبال مما جعلها مستقرا لمختلف الحضارات وهي تمثل أهم الطرق بين إقليم سيرتا (قسنطينة) وتيفاست (تبسة).و تطرقت الدراسات إلى أن المدينة أصبحت تتمتع بنوع من الاستقلالية في القرن الرابع ميلادي.
تزخر المنطقة باثار هامة وخاصة الرومانية وهذا ما نلاحظه من خلال بقايا الخزف والفخار والقطع النقدية والصنوج والمصابيح الفخارية والنقوش الصخرية والحلزونيات إلى جانب بقايا الاسوار المحيطة بها كما توجد بقايا لبضع حمامات احدها ملكي كما تشير بعض الدراسات والحفريات التي اجريت سنة 1957 م من قبل السلطات الاستعمارية الفرنسية انذاك إلى غموض مدخل القلعة وهذا راجع إلى أن هذه الحفريات لم يراعَ فيها الجانب العلمي وانما تمت بحثا عن التحف والكنوز ولكن لم يبقى من هذه الحفريات الا القليل وذلك بسبب العوامل الطبيعية (الحت والتعرية) وخاصة فيضان واد الدخاخنة الذي فتك بالكثير من هذه المعالم.
إلى جانب كل هذا توجد بعض المقابر الميغالتية ومنها ما يعرف حاليا بموقع الغولة كما تم مؤخرا اكتشاف ضريح اخر بمسلك جبل فم الحليق شرق المنطقة.
كما توجد شواهد تدل على وجود إنسان ما قبل التاريخ من خلال وجود قبور للانسان القديم التيميليس على حواف المدينة وبجبل فم الحليق.

## الحضارات المتعاقبة ومواقع ما قبل التاريخ

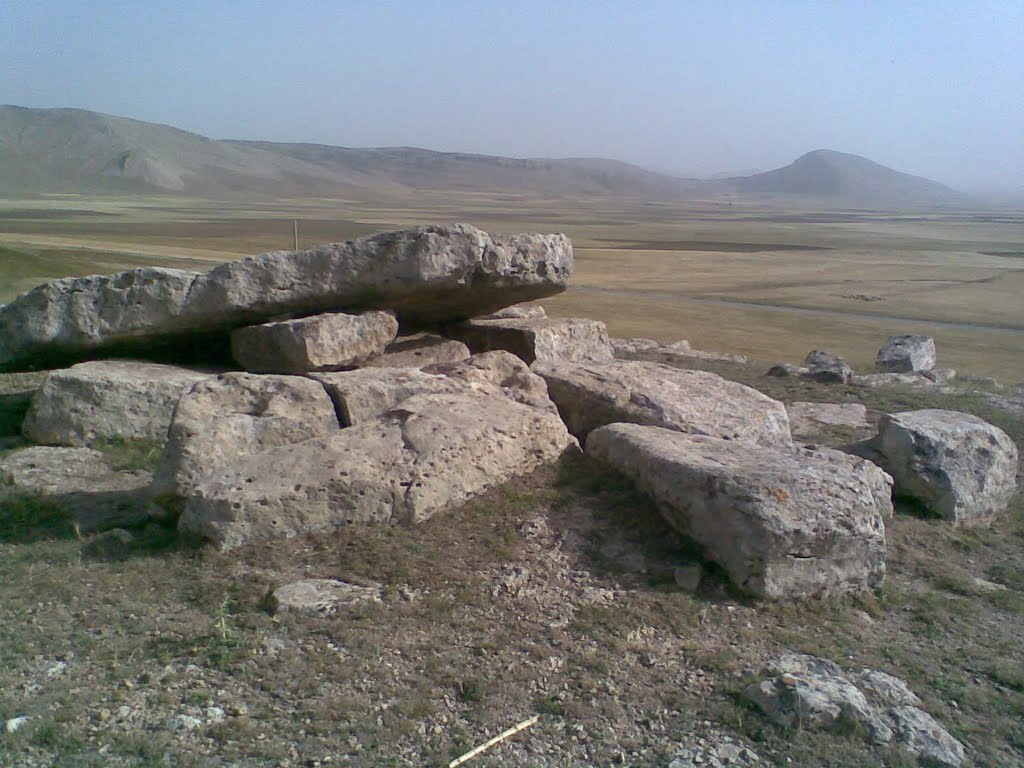

## صور

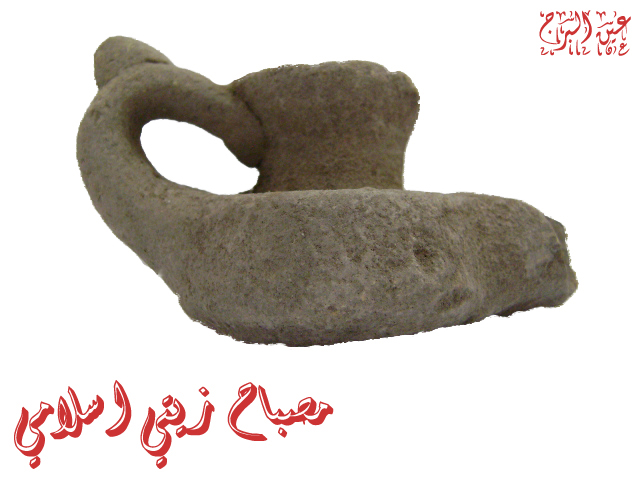
مصباح زيتي اسلامي (عين البرج)
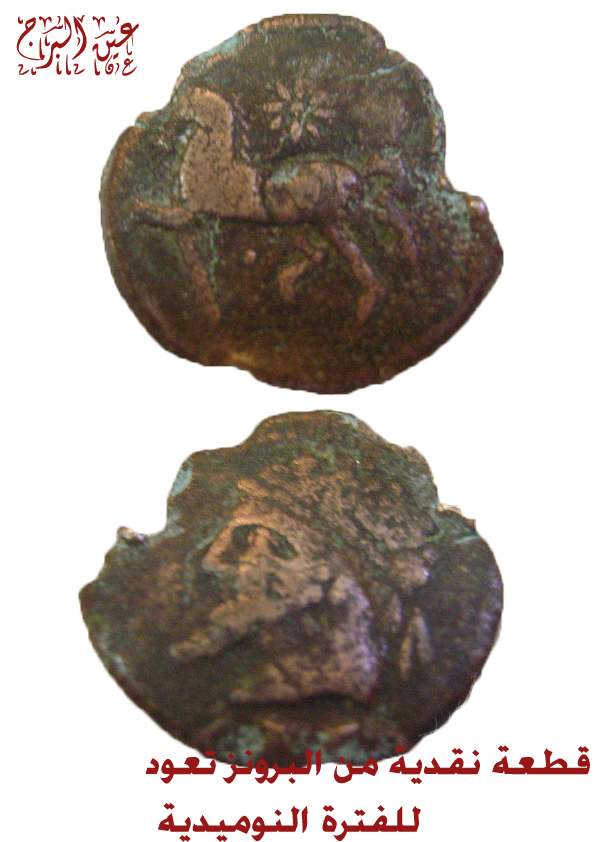
قطعة نوميدية من البرونز
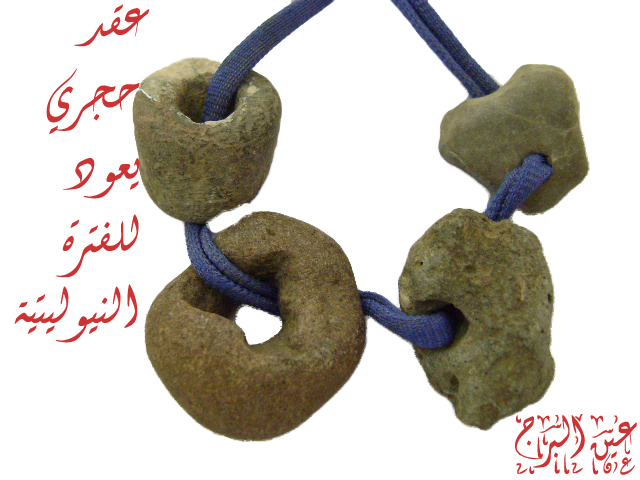
حلي حجرية تعود للفترة النيوليتية
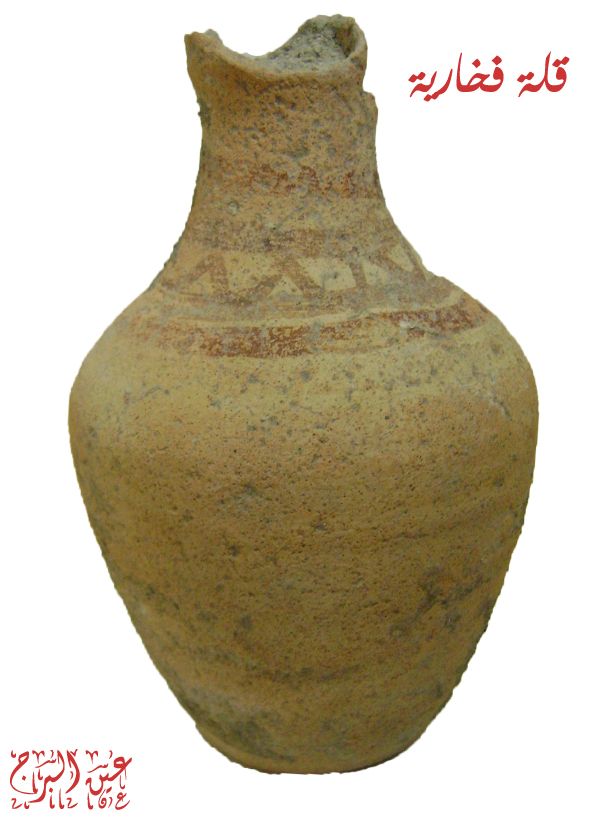
قلة من الفخار
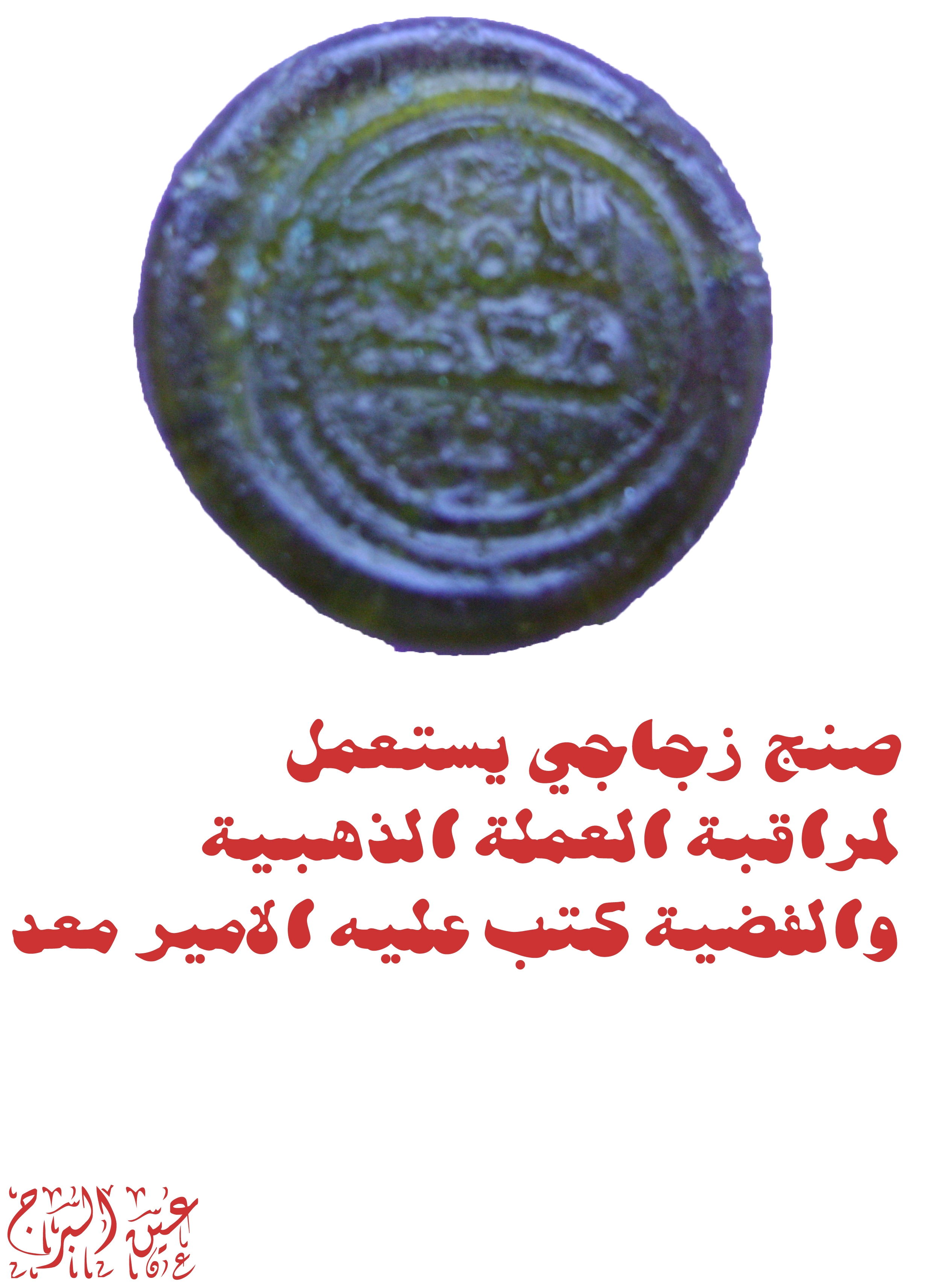
صنج زجاجي بمدينة (عين البرج)
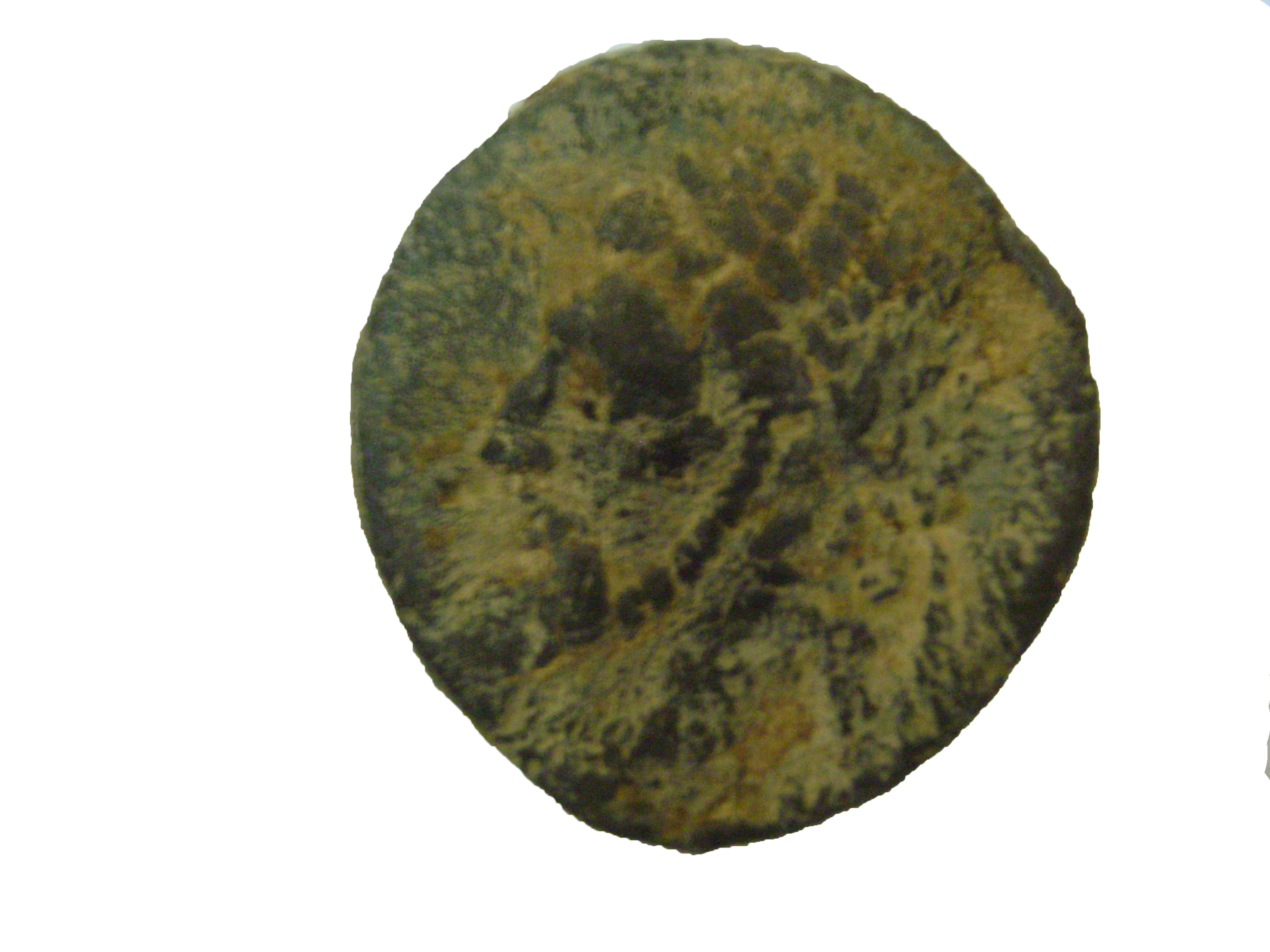
عملة نوميدية من الرصاص عليها صورة الملك (عين البرج)
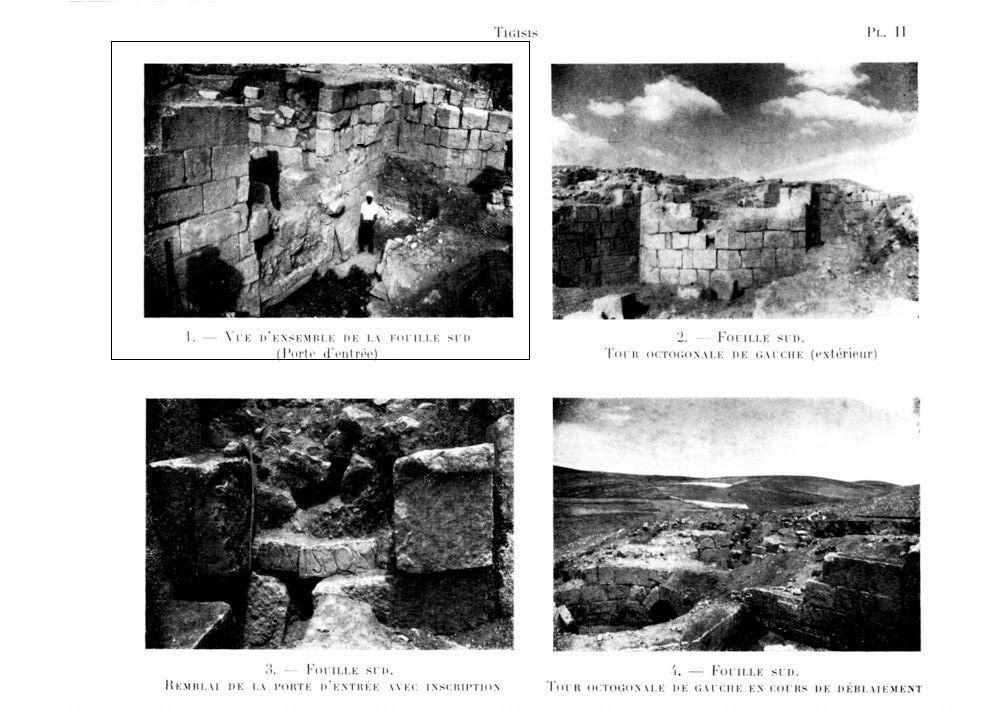
حفريات في مدينة عين البرج سنة 1955 و 1956 على يد عالمي الآثار لانصال و بوثيار
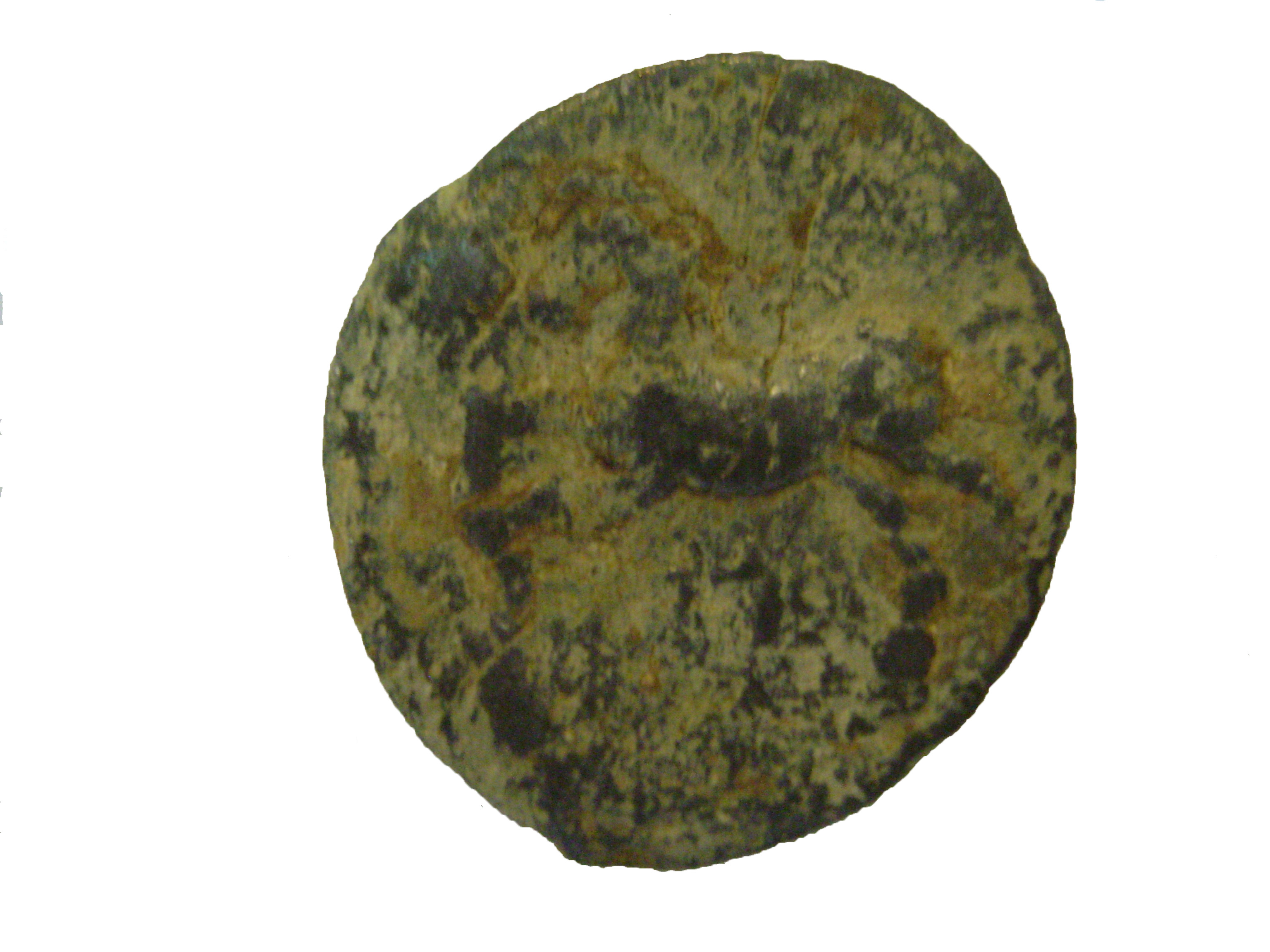
عملة نوميدية عليها كتابة بالحروف الفينيقية (عين البرج)

### حضارة ما قبل التاريخ

#### المقابر الميغاليتية (الدولمن)

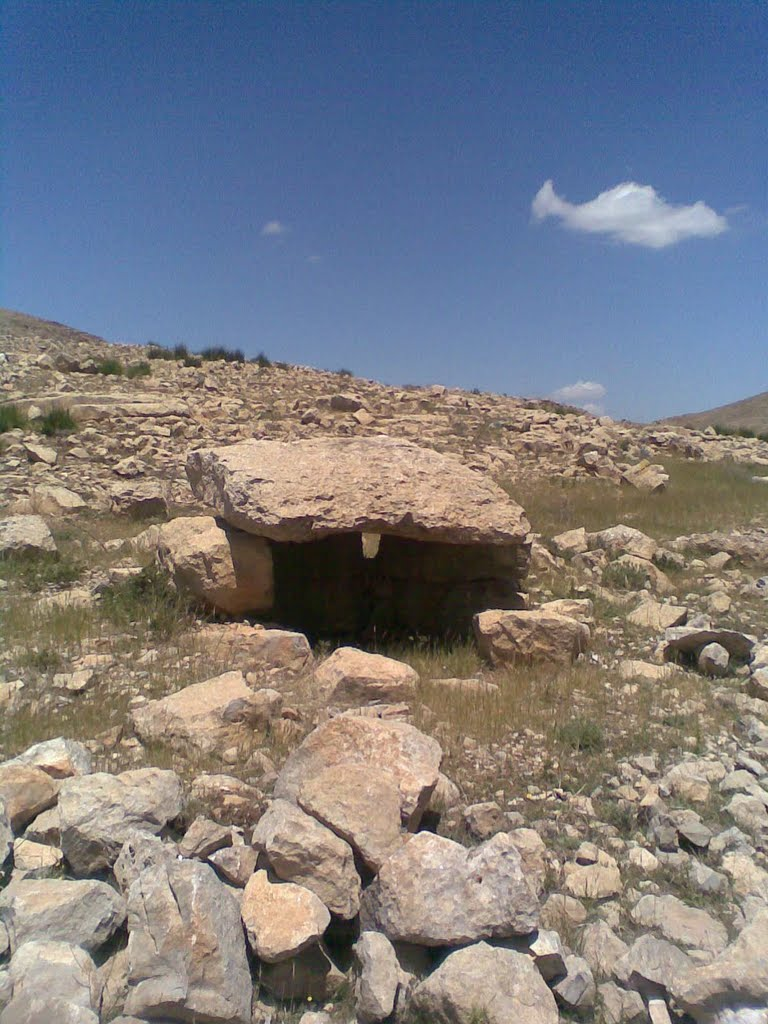
2القبر الميغاليتي المسمى عشة العبري بعين البرج ولاية ام البواقي

هي عبارة عن مصطبات حجرية مسطحة موضوعة على ركائز حجرية ولها مدخل متجها غالبا إلى الشرق ويوجد بمنطقة عين البرج عدة دولمن اشهرها واكبرها دولمن الغولة وهو ضخم جدا ويحيط به دائرتين يصل قطر الدائرة الخارجية إلى 18 متر

#### مقابر التيميليس
هي عبارة عن اكوام من الصخور الصغيرة المكدسة فوق بعضها البعض وتحتها غرف مبنبية بالحجارة وبها رفاة انسانية.

#### الادوات الحجرية
عثر في منطقة عين البرج على حلي حجرية وادوات يدوية هي عبارة عن حجارة منحوتة باشكال واحجام مختلفة كان يستعملها الإنسان القديم في حياته اليومية

### الحضارة البونيقية
في انتظار العثور على ادلة مادية على الوجود الفينيقي في المنطقة الا مدينة تيجس تعد مدينة فينيقية فقد ذكر المؤرخ البيزنطي بروكوبيوس القيسراني في كتابة الحروب الوندالية مدينة تيجيسيس وذكر اعمدة رخامية مكتوبة بالحروف الفينيقية.

### الحضارة الرومانية

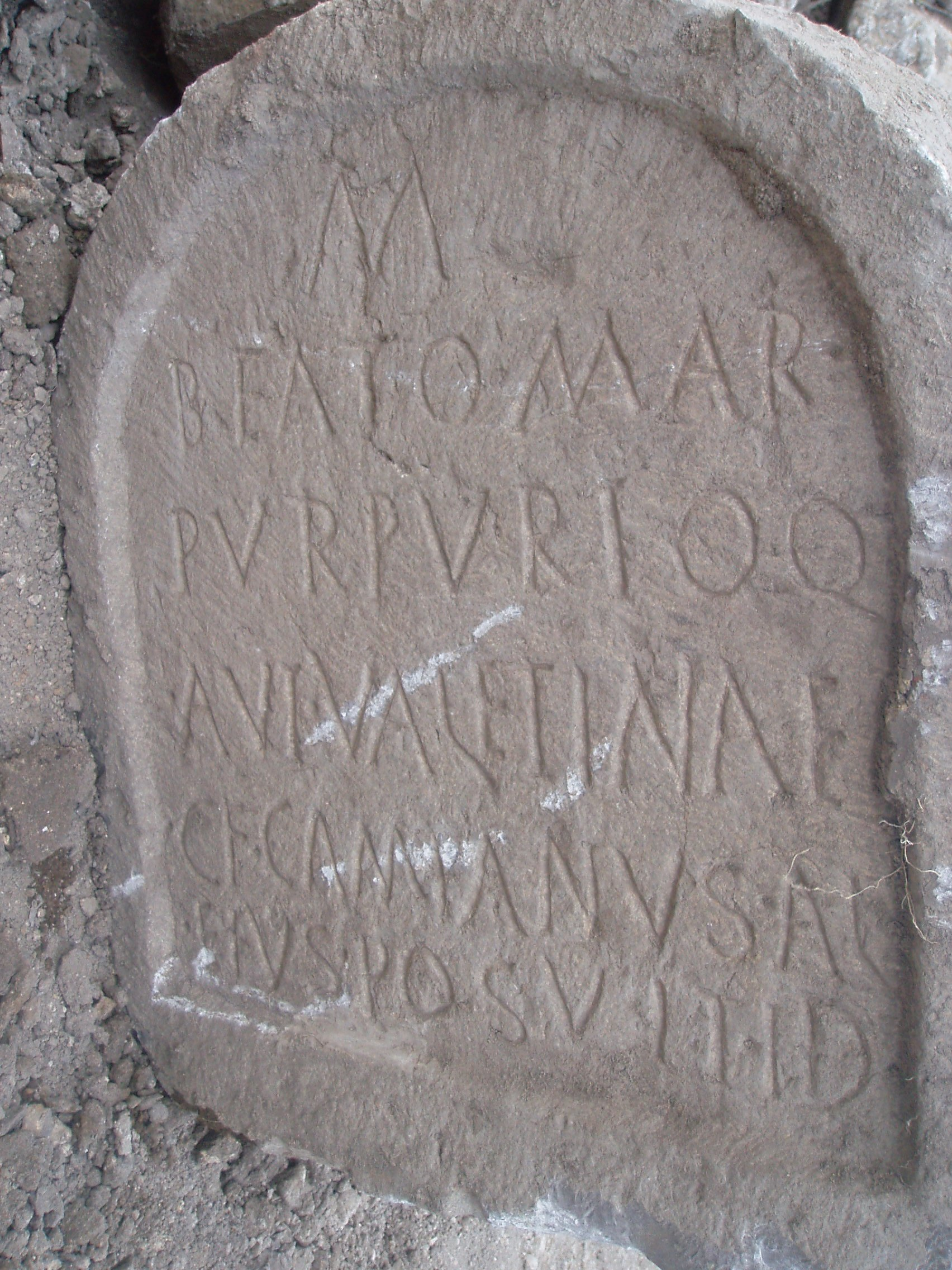

### الحضارة البيزنطية
بعد سقوط الرومان في شمال افريقيا وقيام دولة بيزنطا جيش الإمبراطور البيزنطي جستينيان الأول الجيوش تحت امرة الجنرال بليزار وبدأ باستعادة المدن من ايدي الوندال ومن بين المدن التي استرععها البيزنطيون مدينة تيجس. وتعتبر تيجيسيس هي مهد ولادة الحركة الدينية المسيحة الدوناتية نسبة إلى الراهب دوناتوس ووقع الخلاف بين الدوناتيين الموحدين والكاثوليك التثليثيين مما ادى إلى ثورات في شمال افريقيا.

### الحضارة الإسلامية

#### الفتح الإسلامي
خلال الفتح الإسلامي لشمال افريقيا إتخذها الدوق الذي كان يقود القوات البيزنطية أيام الفتح الإسلامي مكانا لإقامته.

### الوجود العثماني
مع ان المدينة تعد قريبة من عاصمةبايلك شرق قسنطينة ومعبر رئيسي بين قسنطينة وتونس الا انه لا توجد أي دلائل معمارية تدل على الوجود العثماني في المنطقة.

## الجبال

### جبل الجحفة
يقع جبل الجحفة (الجحفة هي كلمة عربية فصحى تعني الهودج الذي يوضع فوق الإبل لتركبه النساء) شرق مدينة عين البرج يبلغ ارتفاعه 1200 متر عن سطح البحر، تكسوه اشجار البلوط (الكروش) جزئيا وشجيرات حب الملوك البري والزعرور البري ونباتات طبية مثل الشيح والفيجل والبسباس البري وعديد النباتات الطبية.

### جبل فم الحليق
جبل فم الحليق يبلغ طوله 1100 متر على سطح البحر يتميز بمعبرين ضيقين احدهما في وسطه والآخر بينه وبين جبل الجحفة أحد هذان الممران يربط بين قريتي عين البرج وعين الديس كما ان الرومان عبدو به الطريق الرابطة بين قسنطينة وتبسة مرورا بتيجسيس عين البرج حاليا، يتكون جبل فم الحليق من قمتين اولها قمة الواسعة وهو مكسو بأشجار البلوط والثاني قمة كاف دراهم وبه النباتات الصغيرة والطبية.

## المنابع المائية والمياه الجوفية والحموية

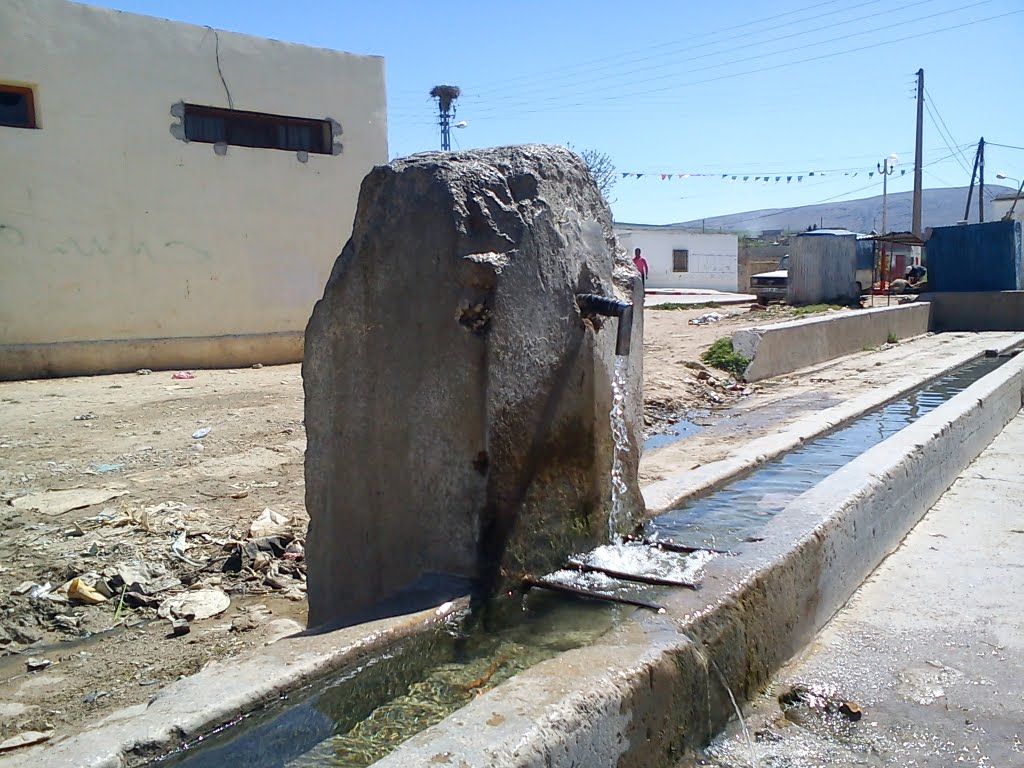
عين ماء مع احواض منبعها من المدينة الاثرية بعين البرج تم نقلها في الفترة الاستعمارية من المنبع الاثري لمدينة عين البرج (تيجيسيس)

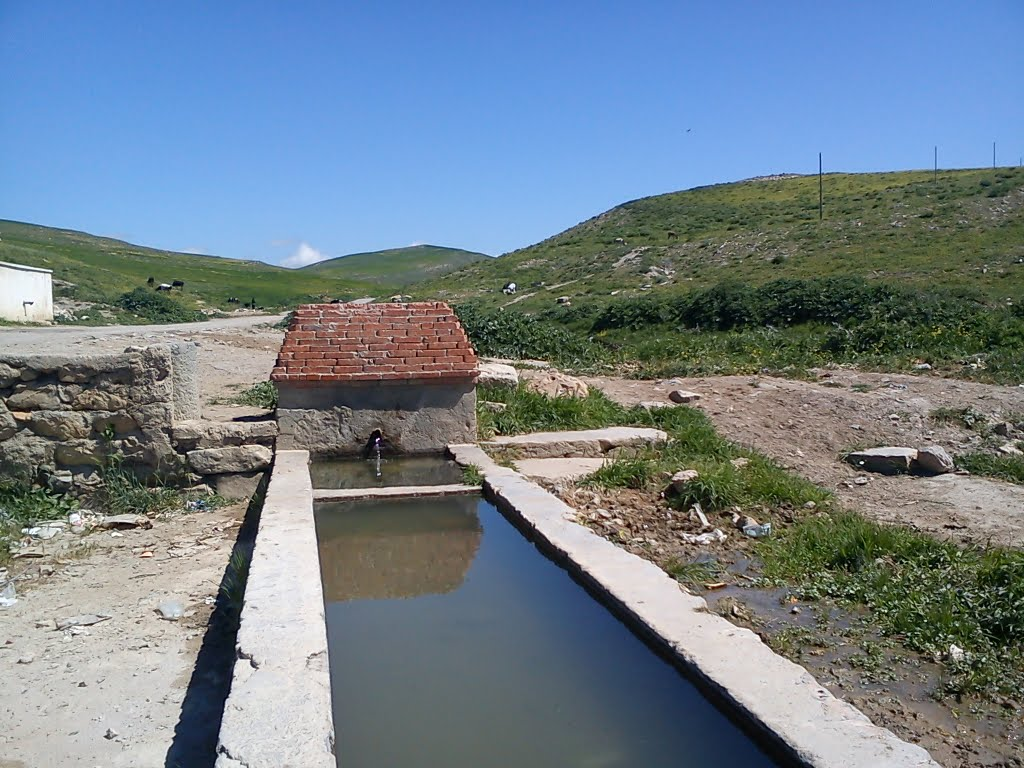
عين ماء مع احواض منبعها من المدينة الاثرية بعين البرج تم نقلها في الفترة الاستعمارية من المنبع الاثري لمدينة عين البرج (تيجيسيس)

تعد مدينة عين البرج من المناطق الغنية جدا بالمياه الجوفية والسطحية الصالحة للشرب في ولاية ام البواقي ومن هذه الابار والعيون.

### الآبار الارتوازية
```
يوجد بعين البرج ثلاث آبار ارتوازية على سفح جبل فم الحليق تمون مدينة عين البرج وبلدية العامرية بالماء الشروب
```

#### البئر الأولى
```
بمنطقة القبالة يمون عين البرج 
```

#### البئر الثانية
بمنطقة القبالة يمون اولاد ناصر واولاد جليلة 

#### البئر الثالثة
بمنطقة الواسعة يمون اجزاء من عين البرج ودوار اولاد محاوش

### منبع عين البرج
منبع عين البرج سميت باسمه مدينة عين البرج وهو منبع ضارب في اعماق التاريخ ويعود إلى الفترة البونيقة أو ابعد في التاريخ ولم يمر أي مؤرخ أو جغرافي الا وذكره مثل المؤرخ البيزنطي بروكوبيوس القيسراني أو الجغرافيين المسلمين مثل البكري وابن حوقل ويعتبر هذا المنبع من اغزر وانقى المنابع في المنطقة ولم ينقطع ماؤه أو يجف منذ آلاف السنين حتى في الاعوام الأكثر جفافا، وقد قامت السلطات الاستعمارية الفرنسية في النصف الأول من القرن العشرين بنقله بالقنوات المعدنية إلى ثلاث عيون اثنتان منها ما زالت قائمة فيما تم تخريب الثالث، والجدير بالذكر ان مدينة تيجيسيس القديمة بنيت على جوانب هذا المنبع الذي يخرج ماؤه من بين التلال الصخرية التي بنيت عليها المدينة نفسها.

### منبع عين الصفى
وهو من اقدم المنابع الصالحة للشرب في منطقة عين البرج يعد من انقى المنابع الصخرية في المنطقة مياهه باردة صيفا ودافئة شتاءا، ذكره المؤرخون الفرنسيون وكذلك ذكر في المصادر التاريخية التي تتحدث على الدولة الاغلبية في الشرق الجزائري.

### المنبع الحار المسمى الزفزايفة
كما يوجد بالمنطقة مياه جوفية حارة بأعالى جبل فم الحليق وهو المنبع الحار الوحيد في ولاية أم البواقي.